# 北海道道52号屈斜路摩周湖畔線
北海道道52号屈斜路摩周湖畔線（ほっかいどうどう52ごう くっしゃろましゅうこはんせん）は、北海道川上郡弟子屈町内を結ぶ道道（主要地方道）である。

## 概要
沿道には屈斜路湖、摩周湖があり、コタン温泉、池の湯温泉、砂湯温泉、仁伏温泉、川湯温泉などの温泉や、硫黄山のエゾイソツツジ群落など、観光地が多い。
屈斜路湖畔側は森の中を走るためあまり景観は良くないが、摩周湖畔側は高いところを走るため非常に景色がよい。
摩周湖側は急坂やヘアピンカーブが多く、国道391号線（川湯温泉側）と摩周湖第一展望台の間は冬季閉鎖になる。

### 路線データ
- 起点：北海道川上郡弟子屈町字屈斜路（国道243号交点）
- 終点：北海道川上郡弟子屈町摩周2丁目（国道243号交点）
- 総延長：41.345 km[1]
- 実延長：40.180 km[1]
- 重用延長：1.165 km[1]

## 歴史
- 1957年（昭和32年）7月25日 - 278号として路線認定[2]。
- 1993年（平成5年）5月11日 - 建設省から、道道屈斜路摩周湖畔線が屈斜路摩周湖畔線として主要地方道に指定される[3]。
- 1994年（平成6年）10月1日 - 路線番号を52号に変更[4]。
- 2007年（平成19年）6月11日 - 17日 摩周湖マイカー規制観光交通実験。

## 路線状況

### 重複区間
- 国道391号：弟子屈町字跡佐登原野

## 地理

### 通過する自治体
- 釧路総合振興局
  - 川上郡弟子屈町

### 交差する道路
弟子屈町
- 国道243号 - 屈斜路（起点）
- 国道391号 - 跡佐登原野（重複）
- 国道243号 - 摩周2丁目（終点）

### 沿線にある施設など
弟子屈町
- 旧いなせランド
- 屈斜路湖
- 川湯温泉
- 摩周湖第三展望台
- 摩周湖第一展望台
- 弟子屈カントリークラブ